# Pajtók Gábor
Pajtók Gábor József (Mezőkövesd, 1961. február 18. –) magyar ügyvéd, politikus, 2014 és 2022 között a Heves Megyei Kormányhivatalt vezető kormánymegbízott, 2022-től országgyűlési képviselő (Fidesz).

## Élete
Pajtók Gábor 1961-ben született Mezőkövesden. 1979-ben érettségizett a mezőkövesdi I. László Gimnáziumban, majd az Eötvös Loránd Tudományegyetem Állam- és Jogtudományi Karának hallgatója lett, ahol 1985-ben szerzett diplomát. 1987-ben jogi szakvizsgát tett. 1992-ig a Pest Megyei Tanács Szervezési és Jogi Osztályának munkatársa, illetve jogi előadó és jogtanácsos volt, majd 2014-ig Egerben volt ügyvéd, gazdasági ügyekre szakosodott. 1990 és 2014 között a Megyei Választási Bizottság tagja, illetve választókerületi választási bizottsági tag.
Ügyvédi tevékenysége mellett 1999-től 2001-ig a Tokaj Kereskedőház Rt. igazgatóságának elnöke, 1998 és 2006 között pedig Eger Megyei Jogú Város Önkormányzata Vagyonkezelő Szervezetének igazgatósági tagja, majd 2014-ig elnöke volt. 2002 és 2012 között a Magyar Agrárkamara mellett működő Választott Bíróság bírája, 2010-től 2011-ig Jászberény Város Vagyonkezelő Szervezete felügyelő bizottságának tagja, majd 2014-ig az Egészségügyi Szolgáltató Zrt. felügyelő bizottságának elnöke volt. 2010 és 2018 között a Fidesz egri szervezetének elnökségi tagja volt, 2011 óta pedig fertálymesterként az Egri Fertálymesteri Testület tagja.
2014 júliusától 2022 májusáig kormánymegbízottként vezette a Heves Megyei Kormányhivatalt, majd a 2022-es országgyűlési választáson Heves megye 1. számú választókerületében szerzett mandátumot a Fidesz-KDNP jelöltjeként, az Országgyűlésben az igazságügyi és a mentelmi bizottság tagja lett.
Angolul és németül társalgási szinten beszél. Nős, két fiúgyermek édesapja.